# Monos
Monos is een Colombiaans-Amerikaanse oorlogs-dramafilm uit 2019, geregisseerd door Alejandro Landes, over een groep jonge guerrilla's die een vrouwelijke gijzelaar bewaken.
 

## Rolverdeling
| Acteur             | Personage                     |
| ------------------ | ----------------------------- |
| Julianne Nicholson | La doctora                    |
| Moisés Arias       | Patagrande (Bigfoot)          |
| Sofía Buenaventura | Rambo                         |
| Julián Giraldo     | Lobo (Wolf)                   |
| Karen Quintero     | Leidy (Lady)                  |
| Laura Castrillón   | Sueca (Swede)                 |
| Deiby Rueda        | Pitufo (Smurf)                |
| Esneider Castro    | Boom Boom                     |
| Paul Cubides       | Perro (Dog)                   |
| Wilson Salazar     | El Mensajero (Messenger)      |
| Jorge Román        | El Minero de Oro (Gold Miner) |

## Productie
De film werd op verschillende locatie in Colombia opgenomen en ging in première op 27 januari 2019 tijdens het Sundance Film Festival.

### Prijzen en nominaties
Een selectie:
| Jaar | Evenement                    | Categorie         | Genomineerde | Resultaat |
| ---- | ---------------------------- | ----------------- | ------------ | --------- |
| 2019 | San Sebastián (67ste editie) | Premio Sebastiane | Monos        | Gewonnen  |